# آپرداگ
آپرداگ (نروژی: Upperdog) یک فیلم کمدی نروژی است که در سال ۲۰۰۹ منتشر شد. از بازیگران این فیلم می‌توان به چشتی هولمن و آگنیشکا گروخوفسکا اشاره کرد.